# Левицкий, Юрий Андреевич
Юрий Андреевич Левицкий (род. 15 октября 1961, Бабаюрт, Дагестанская АССР, РСФСР, СССР) — советский партийный деятель, российский чиновник, государственный и политический деятель. Депутат Государственной Думы VII созыва, член фракции «Единая Россия», член комитета Госдумы по международным делам.

## Биография
В 1983 году окончил с отличием физической факультет Дагестанского государственного университета имени В. И. Ленина. С 1979 года, совмещая работу с учёбой, работал лаборантом кафедры общей физики Дагестанского государственного университета. После окончания университета был назначен заместителем секретаря комитета комсомола Дагестанского государственного университета, занимал разные комсомольские и партийные должности, в 1991 году работал в Дагестанском областном комитете ВЛКСМ вторым секретарём. В 1993—1995 году работал в Городском совете народных депутатов Махачкалы, первое время был помощником председателя, заведующим отделом, позже был назначен на должность заместителя главы администрации Махачкалы. В 1995 году был избран председателем комитета Народного собрания Республики Дагестан по межнациональным отношениям и внешним связям. В 1996 году работал в правительстве республики Дагестан, заместителем руководителя администрации — управляющим делами Администрации Государственного совета и Правительства Республики Дагестан.
С 2002 по 2006 год работал первым заместителем постоянного представителя республики при президенте РФ, в 2006 году был назначен постоянным представителем Республики Дагестан при Президенте Российской Федерации. С 2007 по 2009 год работал в Государственном акционерном обществе «Всероссийский выставочный центр» заместителем генерального директора.
С 2009 по 2013 год работал в органах исполнительной власти Республики: советником Президента, начальником Управления по вопросам государственной службы, кадров и государственным наградам Президента Республики, руководителем Аппарата Народного Собрания. В октябре 2013 получил вакантный мандат депутата Народного Собрания Республики Дагестан, после чего был избран Первым заместителем Председателя Народного Собрания Республики Дагестан.
В сентябре 2016 года баллотировался от партии «Единая Россия» в депутаты Госдумы, по итогам распределения мандатов избран депутатом Государственной думы РФ VII созыва.

## Законотворческая деятельность
С 2016 по 2021 год, в течение исполнения полномочий депутата Государственной Думы VII созыва, выступил соавтором 50 законодательных инициатив и поправок к проектам федеральных законов.

## Награды и звания
- Медаль ордена «За заслуги перед Отечеством» II степени[8]
- Медаль «За заслуги в проведении Всероссийской переписи населения»
- Почетная грамота Государственной Думы Федерального Собрания Российской Федерации
- Почетное звание «Заслуженный работник государственной службы Республики Дагестан»
- Почётная Грамота Республики Дагестан[4]
- Почётный знак Республики Дагестан «За любовь к родной земле»
- Почётная грамота Народного Собрания Республики Дагестан
- Звание «Почетный гражданин города Махачкалы»
- Звание "Почетный гражданин муниципального образования «Бабаюртовский район»
- Юбилейная медаль Русской Православной Церкви «В память 1000-летия преставления равноапостольного великого князя Владимира»
- Нагрудный знак «20 лет государственной службе занятости населения»